# Hasta siempre, Comandante
Hasta siempre, Comandante или Hasta siempre (исп. Hasta siempre, Comandante — в буквальном переводе «Прощай навсегда, командир») — песня кубинского композитора, певца и гитариста Карлоса Пуэблы, написанная в 1965 году. Текст песни является откликом на «Прощальное письмо Че Гевары», которое он написал Фиделю Кастро перед отбытием с Кубы в Конго.
В песне вспоминаются основные моменты кубинской революции, роль Че Гевары в качестве революционного команданте. Название является частью известной фразы: ¡Hasta la victoria siempre! — «До победы, всегда!»/«Всегда до победы!».
Свои кавер-версии этой песни в разное время выпустили Oktoberklub, Compay Segundo, Boikot, Buena Vista Social Club (в их версии 2003 года в последней строфе слово «Фидель» было заменено на «Куба»), Вольф Бирман, Оскар Чавес и Натали Кардон. Инструментальный вариант песни записал известный турецкий исполнитель на сазе Ахмет Коч.
Песню исполняли также российские музыканты и группы: Вадим Курылёв, Михаил Евдокимов, Ансамбль имени Фиделя Кастро, Жанна Агузарова, Кристина Орбакайте, группа Wallace Band, группа «НедРа», группа «Барто», группа «Тол Мириам» (в переводе), группа «GRAV», группа «Неведомая Земля» (в переводе), группа ПШО ПроРок, а также украинская поп-группа «Лавика».

## Испанский и русские тексты припева
| Испанский:                                                                                            | Русский, Т. Краснов:                                                                              | Русский, А. Ферье:                                                                                    | Русский, «Неведомая Земля»:                                                                           | Русский, С. Шатров:                                                                              | Русский, А. Гаврилов: | Русский, А. Вдовин:                                                                                    |
| --- | ------------------------------------------------------------------------------------------------- | --- | --- | ------------------------------------------------------------------------------------------------ | --- | --- |
| Aquí se queda la clara, la entrañable transparencia, de tu querida presencia, Comandante Che Guevara! | Ты нам оставил в подарок Свою простоту и честность, Великому делу верность, Команданте Че Гевара! | Здесь небо ясно и яро, Здесь воздух чист и светел, Тобой здесь дышит сам ветер, Команданте Че Гевара! | Ты жил на свете недаром, Ты продолжаешься в песне И в новых битвах воскреснешь, Команданте Че Гевара! | Теперь твой лик лучезарный, Словно поднятое знамя, Навек останется с нами, Команданте Че Гевара! | Здесь осталась светлая Родная прозрачность И твое любимое присутствие Команданте Че Гевара (практически дословный перевод и поэтому самый верный из представленных) | Глаза горят, но только даром Несут пустые транспаранты А там, вверху, над парадом Команданте Че Гевара |